# Deutsche Allianz für Meeresforschung
Die Deutsche Allianz Meeresforschung e. V. (DAM) ist eine Allianz des Bundes (vertreten durch das Bundesministerium für Forschung, Technologie und Raumfahrt BMFTR) und der fünf norddeutschen Länder Bremen, Hamburg, Niedersachsen, Schleswig-Holstein und Mecklenburg-Vorpommern
mit dem Ziel, die deutsche Meeresforschung zu koordinieren und stärken – um den nachhaltigeren Umgang mit Küsten, Meeren und Ozeanen auf Basis wissenschaftlicher Erkenntnisse voranzutreiben.
Die Rechtsform der Allianz ist die eines gemeinnützigen eingetragenen Vereins. Der Sitz der Allianz ist Berlin. Die Allianz soll die vorhandenen Kompetenzen der beteiligten maritimen Forschungsinstitute besser bündeln und Deutschlands Spitzenposition im Bereich der maritimen Forschung weiter ausbauen. Ziel ist, den nachhaltigen Umgang mit den Küsten, Meeren und Ozeanen durch Forschung, Datenmanagement und Digitalisierung, der Koordinierung vorhandener Infrastrukturen sowie Transfer von Wissen zu unterstützen. Dafür erarbeitet die DAM gemeinsam mit ihren Mitgliedseinrichtungen lösungsorientiertes Wissen und vermittelt Handlungsoptionen in die Politik, Wirtschaft und Gesellschaft. Die geschlossene Verwaltungsvereinbarung läuft zunächst bis zum 31. Dezember 2025.

## Geschichte
Auf der Grundlage von Strukturanalysen durch den Wissenschaftsrat (2010) und der Wissenschaftlichen Kommission Niedersachsen (2013) sowie Vorarbeiten im Rahmen des Forums Marine Forschung und des Konsortiums Deutsche Meeresforschung wurden die Überlegungen zur Gründung einer meereswissenschaftlichen Allianz bei den Wissenschaftsministerien der norddeutschen Länder, des Bundes und den Einrichtungen der Meeresforschung im Jahr 2016 konkretisiert. Am 27. März 2017 tagten die norddeutschen Ministerpräsidenten in Kiel und sprachen sich für eine Stärkung und intensivere Förderung der Meeresforschung gemeinsam mit dem Bund aus. Am 30. November 2017 berieten die norddeutschen Wissenschaftsministerinnen aus Hamburg, Bremen, Niedersachsen, Schleswig-Holstein und Mecklenburg-Vorpommern im Rahmen der Norddeutschen Wissenschaftsminister-Konferenz (NWMK) in Hamburg über die Gründung der Initiative der „Deutschen Allianz Meeresforschung“. Die DAM soll eine bessere Vernetzung der Küsten-, Polar- und Meeresforschung von bestehenden Einrichtungen ermöglichen und gesellschaftlich relevante Forschungsthemen aufgreifen. Hierfür sollte eine eigene Organisation mit den entsprechenden Strukturen aufgebaut werden. Im Koalitionsvertrag von CDU, CSU und SPD für die 19. Legislaturperiode des Bundestages vom 7. Februar 2018 wurde die Gründung der DAM durch den Bund und die Länder angekündigt. Daraufhin konstituierte sich eine Arbeitsgruppe mit Vertretern aus Bund, Ländern und der Wissenschaft, die eine Bund-Länder-Vereinbarung und Satzung entwickelten. Am 29. November 2018 beschlossen die Minister der fünf norddeutschen Küstenländer im Rahmen der NWMK-Konferenz in Bremen, dass die DAM noch 2018 gemeinsam mit dem Bund zu gründen sei. Am 3. Mai 2019 stimmte die Gemeinsame Wissenschaftskonferenz (GWK) auf ihrer Sitzung der Einrichtung der DAM zu und nahm den Entwurf einer Verwaltungsvereinbarung vom 18. April 2019 zustimmend zur Kenntnis. Darin war festgehalten, dass der Bund und die norddeutschen Länder gemeinsam bis zum Jahr 2022 mehr als 56 Millionen Euro für die DAM bereitstellen: Der Bund übernimmt 80 Prozent, die Länder 20 Prozent der Kosten. Die DAM wurde daraufhin am 4. Juli 2019 in Berlin in der Rechtsform eines eingetragenen Vereins gegründet. Im Juli 2019 unterzeichneten Bundesforschungsministerin Anja Karliczek, die Bremer Wissenschaftssenatorin Eva Quante-Brandt, die Hamburger Wissenschaftssenatorin Katharina Fegebank, die niedersächsische Staatssekretärin Sabine Johannsen, die schleswig-holsteinische Wissenschaftsministerin Karin Prien und die mecklenburg-vorpommersche Wissenschaftsministerin Bettina Martin eine Verwaltungsvereinbarung zum Aufbau und zur Förderung der DAM.
Um die Wirksamkeit der DAM zu überprüfen, wurde im Jahr 2024 eine externe strategische und strukturelle Evaluation der bisherigen Aktivitäten der DAM e.V. durchgeführt und im März 2025 der positive Evaluationsbericht veröffentlicht.

## Aufgaben
Die Aufgaben der DAM sind in der Verwaltungsvereinbarung vom 18. Juli 2019 festgehalten und beziehen sich auf vier Kernbereiche:
- Forschung: Entwicklung und Koordinierung von lösungsorientierten Forschungsmissionen zu aktuellen, gesellschaftlich relevanten Fragestellungen mit dem Ziel, den nachhaltigen Umgang mit den Küsten, Meeren und Ozeanen zu stärken.
- Die transdisziplinären Forschungsmissionen der DAM fokussieren sich auf Herausforderungen der Meeresforschung. Forschung mit klarer Zielsetzung soll wissenschaftsbasierte Entscheidungen zum Schutz und zur nachhaltigen Nutzung der Küsten, Meere und Ozeane ermöglichen. Die DAM-Forschungsmissionen vernetzen dabei relevante außeruniversitäre Forschungseinrichtungen und Hochschulen mit Akteuren aus Politik, Wirtschaft und Zivilgesellschaft und verzahnen bestehende Aktivitäten.  Derzeit koordiniert die DAM aktuell drei Forschungsmissionen:
  - Marine Kohlenstoffspeicher als Weg zur Dekarbonisierung, kurz CDRmare, untersucht, ob und inwieweit der Ozean eine wesentliche und nachhaltige Rolle bei der Aufnahme und Speicherung von Kohlendioxid aus der Atmosphäre spielen kann.
  - Schutz und nachhaltige Nutzung mariner Räume, kurz sustainMare, erforscht in zwei Pilotvorhaben und fünf Forschungsverbünden die ökologischen, ökonomischen und sozialen Auswirkungen der Nutzung und Belastung verschiedener Meeresregionen.
  - Wege zu einem verbesserten Risikomanagement im Bereich mariner Extremereignisse und Naturgefahren, kurz mareXtreme, erforscht die Wechselwirkungen zwischen kurzfristigen multiplen und kaskadierenden Extremereignissen und Naturgefahren sowie ihren langfristigen Auswirkungen auf marine Ökosysteme und das gesellschaftliche Leben an der Küste.
- Datenmanagement und Digitalisierung: Unterstützung des offenen Zugangs zu Meeresforschungsdaten nach den FAIR-Prinzipien (auffindbar, zugänglich, interoperabel, wiederverwendbar). Dies soll in enger Abstimmung mit und ergänzend zu den Aktivitäten der Nationale Forschungsdateninfrastruktur (NFDI) erfolgen.
- Koordinierung der Infrastrukturen: Entwicklung von übergreifenden Konzepten zur effizienten Nutzung bestehender Forschungsinfrastrukturen (mit Ausnahme der Forschungsschiffe).
- Transfer: Bündelung der Expertise der deutschen Meeresforschung und Transfer von Themen, Forschungsfragen und -ergebnissen in Politik, Wirtschaft und Gesellschaft.

## Beteiligte Forschungsinstitute
Die DAM verbindet derzeit 25 deutsche Meeresforschungseinrichtungen:
- AWI – Alfred-Wegener-Institut, Helmholtz-Zentrum für Polar- und Meeresforschung
- BAW – Bundesanstalt für Wasserbau*
- BSH – Bundesamt für Seeschifffahrt und Hydrographie*
- BGR – Bundesanstalt für Geowissenschaften und Rohstoffe*
- CEN – Centrum für Erdsystemforschung und Nachhaltigkeit, Universität Hamburg
- DMM – Deutsches Meeresmuseum, Stralsund*
- DSM – Deutsches Schifffahrtsmuseum – Leibniz-Institut für Maritime Geschichte*
- FRAUNHOFER-Gesellschaft zur Förderung der angewandten Forschung
- FZK – Forschungszentrum Küste der Leibniz Universität Hannover und der Technischen Universität Braunschweig
- GEOMAR Helmholtz-Zentrum für Ozeanforschung Kiel
- Hereon – Helmholtz-Zentrum Hereon
- ICBM – Institut für Chemie und Biologie des Meeres an der Carl von Ossietzky Universität Oldenburg
- IOW – Leibniz-Institut für Ostseeforschung Warnemünde
- KMS – Kiel Marine Science an der Christian-Albrechts-Universität zu Kiel
- Marum – Zentrum für Marine Umweltwissenschaften der Universität Bremen
- MPI-M – Max-Planck-Institut für Meteorologie
- MPI-MM – Max-Planck-Institut für Marine Mikrobiologie
- MTS – Department Maritime Systeme, Universität Rostock
- NLWKN – Niedersächsischer Landesbetrieb für Wasserwirtschaft, Küsten- und Naturschutz*
- Senckenberg am Meer – Senckenberg Gesellschaft für Naturforschung
- TIHO – Stiftung Tierärztliche Hochschule Hannover
- THÜNEN – Johann Heinrich von Thünen-Institut, Bundesforschungsinstitut für Ländliche Räume, Wald und Fischerei
- UBA – Umweltbundesamt*
- UG – Universität Greifswald
- ZMT – Leibniz-Zentrum für Marine Tropenforschung

(*) assoziierte Mitglieder

## Gremien
Die Gremien der DAM bestehen aus:
- der Mitgliederversammlung (besteht aus den Leitungen der beteiligten Forschungseinrichtungen und wählt den Vorstand und den Internationalen Beirat, billigt den Jahresbericht mit Jahresrechnung und entlastet den Vorstand auf Vorschlag des Verwaltungsrates).
- dem Vorstand (leitet den Verein und setzt die strategisch-konzeptionelle Ausrichtung um).  Mitglieder des Vorstands sind derzeit:
  - Joachim Harms, Vorstandsvorsitzender
  - Michael Schulz, Stellvertretender Vorstandsvorsitzender
  - Ulrich Bathmann, Vorstandsmitglied
  - Katja Matthes, Vorstandsmitglied
- dem  Verwaltungsrat (besteht aus sechs Mitgliedern: Bund plus die fünf beteiligten norddeutschen Bundesländer) und überwacht die Arbeit der DAM und des Vorstandes; das Stimmenverhältnis ist paritätisch zwischen Bund (5 Stimmen) und den Ländern (pro Bundesland eine Stimme) aufgeteilt.  Mitglieder des Verwaltungsrats sind derzeit:
  - Stefan Müller, Leiter der Abteilung „Zukunftsvorsorge – Forschung für Grundlagen und nachhaltige Entwicklung“, Bundesministerium für Bildung und Forschung (BMBF) (Vorsitz)
  - Rüdiger Eichel, Leiter der Abteilung „Forschung, Innovation, Europa“, Niedersächsisches Ministerium für Wissenschaft und Kultur
  - Rolf Greve, Amtsleiter, Behörde für Wissenschaft, Forschung und Gleichstellung, Freie und Hansestadt Hamburg
  - Friederike Kampschulte, : Abteilungsleiterin „Forschung, Innovation und Hochschulmedizin“, Ministerium für Allgemeine und Berufliche Bildung, Wissenschaft, Forschung und Kultur des Landes Schleswig-Holstein
  - Woldemar Venohr, Leiter der Abteilung „Wissenschaft und Forschung, Hochschulen“, Ministerium für Bildung, Wissenschaft und Kultur, Mecklenburg-Vorpommern
  - Kay Wenzel, Abteilungsleiter „Hochschulen und Forschung“, Senatorin für Wissenschaft und Häfen, Freie Hansestadt Bremen
- dem Internationalen Beirat (begutachtet und bewertet Vorschläge zu Vorhaben und Aktivitäten in den Kernbereichen und begutachtet die Umsetzung der Forschungsmissionen).  Mitglieder des Internationalen Beirats sind derzeit:
  - Peter Schlosser (Arizona State University, USA) (Vorsitz)
  - Petra Mahnke (Geschäftsführerin und Vorstand Gesellschaft für Maritime Technik, Deutschland)
  - Kate Moran (University of Victoria und CEO of Ocean Networks, Kanada)
  - Nadia Pinardi (University of Bologna, Italy)
  - Thorsten Blenckner (Universität Stockholm, Schweden)
  - Katherine Richardson (University of Copenhagen, Dänemark)
  - Allison Schaap (National Oceanography Center, Großbritannien)
  - Stefan Schouten (NIOZ – Royal Netherlands Institute for Sea Research, Niederlande)
  - Sebastian Unger (Unterabteilungsleiter Meeresschutz, BMUKN – Bundesministerium für Umwelt, Klimaschutz, Naturschutz und nukleare Sicherheit)